# Trzmiel żółtopasy
Trzmiel żółtopasy (Bombus sichelii) – gatunek trzmiela.

## Występowanie
Na północy swojego zasięgu występuje w tajdze, z kolei na południu Europy - w górach. W Polsce był stwierdzony tylko w Puszczy Białowieskiej przed II wojną światową, obecnie uznawany za wymarły w naszym kraju.

## Biologia
Gatunek społeczny. Buduje gniazda w norach gryzoni. Preferuje siedliska leśne. Aktywny od maja do września. Pasożytem gniazdowym jest trzmielec czarny.